# RALY
RALY‏ (RALY heterogeneous nuclear ribonucleoprotein) هوَ بروتين يُشَفر بواسطة جين RALY في الإنسان.